# Крючков, Пётр Петрович
Пётр Петро́вич Крючко́в (12 ноября 1889, Пермь, Российская империя — 15 марта 1938, Москва, СССР) — советский юрист, издательский работник, личный секретарь и поверенный писателя А. М. Горького, директор Музея А. М. Горького. Репрессирован (расстрелян).

## Биография

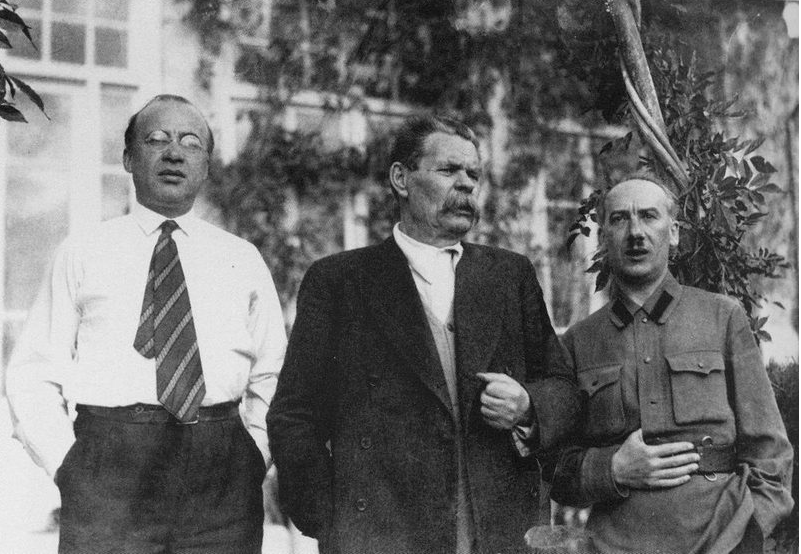
Пётр Крючков (слева), Максим Горький и Генрих Ягода в 1933 году. Дача Тессели в Крыму (Форос).

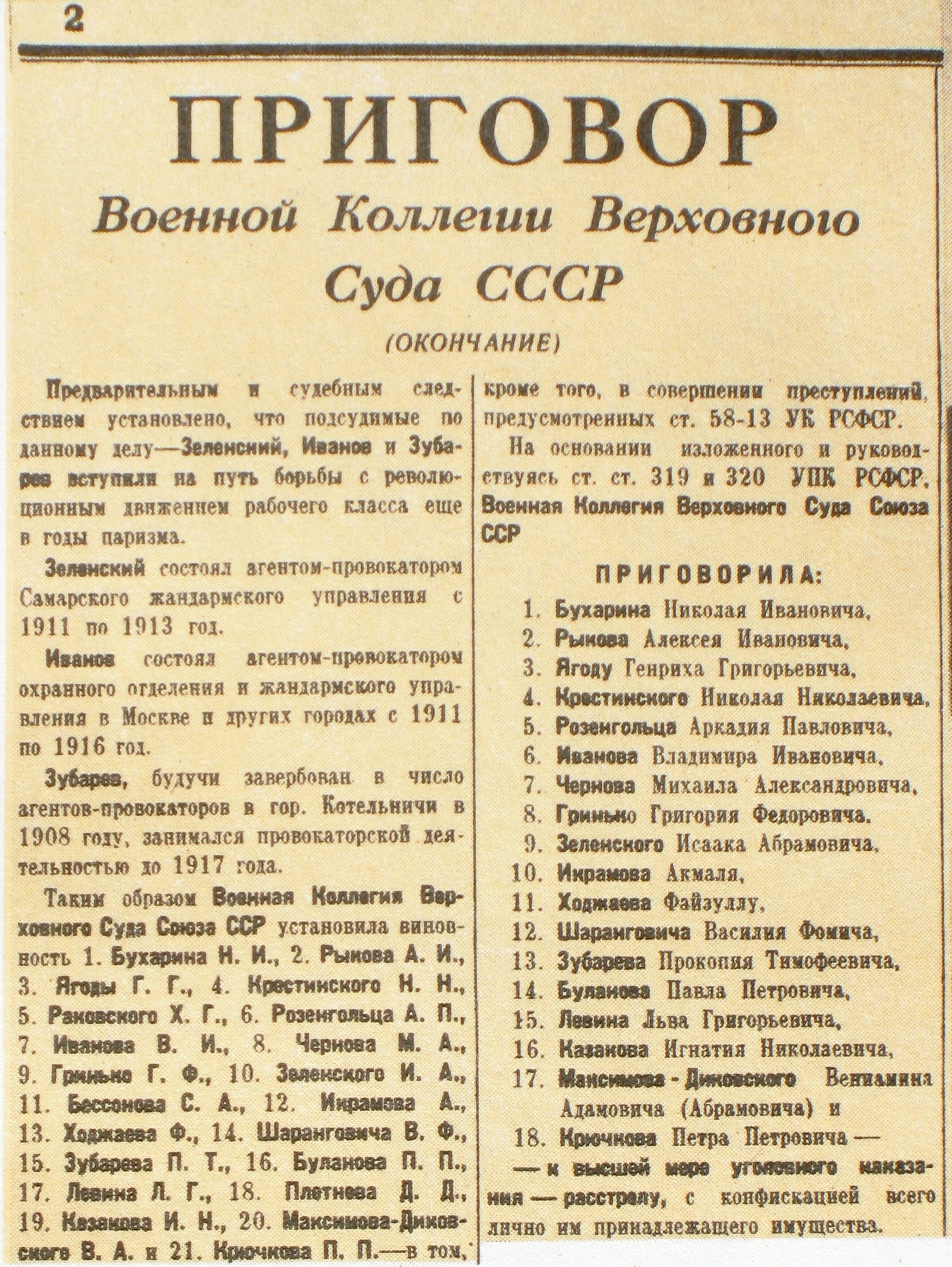
Приговор по делу Бухарина-Рыкова-Ягоды

Родился в Перми. Русский. Отец Пётр Петрович Крючков, уроженец Санкт-Петербурга окончил Казанский ветеринарный институт в 1887 году, занимал должность городского ветеринарного врача г. Перми (определён на должность Пермским губернским земством). До революции был мировым судьёй, земским начальником (1903), и инспектором Казанского ветеринарного института. Во время Первой мировой войны 1914 года в течение двух лет служил в качестве ветеринарного врача в чине полковника для командировок при Управлении гуртов Киевского военного округа. Пройдя все чиновничьи ступени службы, произведён 19 декабря 1911 года в статские советники. Мать Мария Эдмундовна, урождённая Гёбель, дочь прибалтийского немца, потомственного дворянина — статского советника и французской графини. Мать окончила гимназию в Перми и получила звание городской учительницы русского и немецкого языков. В семье Крючковых было четверо детей: дочь и три сына.
Юрист по образованию. Окончил юридический факультет Петербургского университета. Некоторое время был помощником присяжного поверенного, но практикой не занимался, служил в петербургском градоначальстве. После того как Мария Фёдоровна Андреева рассталась с Алексеем Максимовичем Пешковым (Горьким), Пётр Крючков с 1916 года стал её помощником и секретарём, а затем гражданским мужем. Принял Октябрьскую революцию, сотрудничал с новой властью.
В начале 1920-х годов был уполномоченным советского торгового представительства в Берлине по книгоиздательскому обществу «Книга». С 1927 года работал в обществе «Международная книга», откуда при содействии своей возлюбленной, актрисы Марии Андреевой вскоре был переведён в Госиздат.
Сотрудничал с ГПУ и лично с Г. Г. Ягодой. Его связным был Н. Х. Шиваров.
На протяжении долгих лет Крючков был секретарём А. М. Горького, которого знал с 1918 года. Познакомились они осенью 1918 года, когда М. Ф. Андреева привела Крючкова на Кронверкский в качестве своего секретаря. На посту секретаря занимался организацией издания произведений Горького в СССР и за границей, налаживал встречи и связи с различными людьми и организациями. Горький высоко ценил деловые качества Крючкова, энергичность, быстроту, порядок и организованность. В Архиве А. М. Горького хранится обширная переписка писателя и Крючкова, часть которой опубликована в Архиве Горького.
Известно, что А. М. Горький глубоко доверял своему секретарю. В одном из писем Якубу Ганецкому, датированному 1928 годом, он писал:

… П. П. Крючков — прекрасный работник, хороший товарищ, и ни Вами, ни кем-либо другим моё доверие и уважение к нему не может быть поколеблено. Прибавлю, что Ваши выпадки против него уничтожили моё товарищеское отношение к Вам….

Однако позднее уже в Москве в 1931—1936 годах П. Крючков являлся фактическим организатором режима «золотой клетки» для Горького и его семьи в особняке на Малой Никитской, д. 6 (ныне музей-квартира М. Горького).
Как свидетельствует монография «Тайна смерти Максима Горького: документы, факты, версии», подготовленная сотрудниками ИМЛИ им. Горького «Все серьёзные вопросы решал Крючков в непосредственном контакте с Ягодой. <…> Со временем Крючков начал превращаться в негласного соглядатая всех дел и замыслов писателя, контролёра его переписки, непосредственно связанного с главой ОГПУ Г. Г. Ягодой. Комната Крючкова была соединена прямым проводом с кабинетом Ягоды.
<…>Далеко не вся корреспонденция попадала к Горькому: её просеивали через частое сито в крючковском кабинете. Не исключено, что даже письма А. Платонова, которые он приносил собственноручно, не доходили до адресата. Судя по пометам Крючкова, ни письмо Г. Зиновьева, ни письмо Л. Каменева с просьбой о помощи, посланные из тюрьмы, так и не были переданы Горькому. Чем больше раскручивался маховик политических репрессий, тем строже охраняли писателя от „ненужных“ встреч и „нежелательных“ новостей. А главное, чем дальше, тем больше осложнялись отношения между М. А. Пешковым и горьковскими охранниками, сгущалась тяжёлая атмосфера в доме».
В статье «При невыясненных обстоятельствах» («Огонёк» № 24 от 18.06.2006, стр. 22) Николай Ямской, ссылаясь на «Дело Крючкова», пишет:

…В деле сохранились показания, что Сталин лично несколько раз вызывал Крючкова к себе. И с пристрастием расспрашивал то о содержании корреспонденции, приходящей Алексею Максимовичу из-за рубежа; то об участниках предстоящего 1-го съезда писателей… В середине 1990-х годов историк Виталий Шенталинский наткнулся в архиве КГБ на следы «Дела Крючкова». Оказывается, за ним велась точно такая же слежка, как и за Горьким…

После смерти Горького Крючков вместе с И. П. Ладыжниковым, И. К. Лупполом, Г. А. Смольяниновым и другими вошёл в состав «Комиссии для приёма литературного наследства и переписки Горького» (образована постановлением Политбюро 18 июня 1936 года) и был назначен первым директором его Архива. Постановлением Президиума ЦИК СССР от 14 февраля 1937 года был утверждён в качестве директора Музея А. М. Горького в Москве.
5 октября 1937 года был арестован, проходил по делу Третьего Московского процесса, где на скамье подсудимых оказался 21 человек.
Его обвиняли в том, что он вместе с врачами Львом Левиным и Дмитрием Плетнёвым по поручению Ягоды участвовал в заговоре с целью убийства Горького и его сына. Крючков и Левин были приговорены к смертной казни. Их личное имущество было конфисковано.
Спустя два дня после вынесения приговора 15 марта 1938 года Крючков был расстрелян на Бутовском полигоне. 19 марта 1938 года был расстрелян и подчинённый Крючкова — Смольянинов Геннадий Алексеевич — старший научный сотрудник Музея А. М. Горького, на свою беду нашедший при разборе архива толстую тетрадь — дневник Горького, — и успевший его изучить.
П. П. Крючков посмертно полностью реабилитирован в 1988 году за отсутствием состава преступления.
По решению «тройки» Управления НКВД Новосибирской области был расстрелян 12 марта 1938 года отец Крючкова, 77-летний П. П. Крючков. Обвинялся в «контрреволюционной повстанческой деятельности». Реабилитирован постановлением президиума Кемеровского областного суда от 16 апреля 1956 года.

### Воспоминания современников

#### Из рукописи А. Н. Тихонова[10](Архив Горького)[5]
…Пётр Петрович Крючков был прекрасным работником. Горький высоко ценил его самоотверженный труд и всецело доверял ему. Постепенно вся жизнь Горького и его семьи оказалась в полной зависимости от Пе-Пе-Крю (как его называли в семье): он стал не только секретарем, но и управляющим его финансами, экономом, оберегающим Горького от излишних (по его мнению) трат денег. Тем не менее были у него слабости: «по-рыцарски относился к женщинам, угождая им во всём», зависимость от алкоголя, отсюда и неумеренный расход средств писателя, на чём позже сыграл Г. Ягода. И если М. Ф. Андреева оказала на него благотворное влияние, то молодая жена Елизавета Захаровна Медведовская (в семье её не случайно прозвали «Це-це») — пагубное, приведшее их обоих к трагическому финалу.

## Семья
Жена: Елизавета Захарьевна Крючкова (урожд. Медведовская), Екатеринослав 1902 года рождения. Работала в редакции журнала «Наши достижения» и ответственным секретарём журнала «Колхозник». Была арестована раньше мужа (29 апреля 1937 года) как сообщница Ягоды и расстреляна 17 сентября 1938 года. Реабилитирована 11 июня 1957 года.
Сын: Пётр (родился 13 августа 1932 года), после ареста родителей пятилетним скитался по родственникам. Воспитывался братом матери. Окончил техникум. Большую часть жизни прожил вне Москвы, работал в авиации по обслуживанию самолётов. Смог поступить и окончить институт только после реабилитации расстрелянной матери (реабилитирована в 1957 году). Умер в Москве в возрасте шестидесяти лет (по другим данным 69 лет) с двумя справками о реабилитации казнённых родителей.
От романа П. Крючкова с Полиной Тимофеевной Кусургашевой (1906—1988), горьковской именной стипендиаткой, тепло принятой в доме писателя и некоторое время жившей в его семье, у Петра Петровича появилась дочь Зося — Айна Петровна Погожева (родилась 31 марта 1933 года).
По воспоминаниям Л. М. Смирновой, «внешне Пётр Крючков был импозантным: среднего роста, коренастый, со складно скроенной фигурой, всегда хорошо и элегантно одет. В лице его запоминались толстые губы и красивые, умные карие глаза из-под очков. И то и другое унаследовали его сын и дочь».

## Адреса в Москве
Новинский бульвар, дом 25, корп. 1 «Дом Наркомфина», кв. 13 (рядом с квартирой Семашко).

## Комментарии
1. ↑   По воспоминаниям Владислава Ходасевича (хорошо знавшего Андрееву и Крючкова как по совместному проживанию в квартире Горького на Кронверкском, так и по эмиграции), в 1920 году (а может быть, и раньше) он (Пётр Крючков) уже состоял её (Марии Фёдоровны) секретарем по управлению петербургскими театрами, жил на её половине в квартире Горького и, не смущаясь разницею возрастов (Мария Фёдоровна значительно старше его), старался всем показать, что его ценят не только как секретаря… Когда в 1921 году Горький под давлением Зиновьева принужден был уехать за границу, Мария Фёдоровна вскоре последовала за ним в целях надзора за его политическим поведением и тратою денег. Разумеется, она взяла с собой Крючкова, с которым и поселилась в Берлине, тогда как сам Горький с сыном и невесткою жил за городом. За границей Мария Фёдоровна ничего не делала, но Крючкову устроила отличное место: пользуясь своими связями (которые в ту пору были сильнее горьковских), она добилась того, что Крючков был поставлен во главе советского книготоргового и издательского предприятия «Международная книга». Пост был как нельзя более подходящий: Крючков почти автоматически становился издателем Горького и посредником в сношениях Алексея Максимовича с внутрироссийскими журналами и издательствами. Таким образом, Крючков сделался не секретарем Горького и даже не «министром финансов», а больше того: главным источником и надзирателем его денежных средств, — что и требовалось. — В. Ф. Ходасевич. О смерти Горького, 1938. 11 марта.
2. ↑   Процесс над правотроцкистским блоком относится к периоду так называемого «большого террора», который обычно определяют рамками август 1937 года — ноябрь 1938 года. В результате специальных массовых операций против «антисоветских элементов», проводимых в этот период, было арестовано около 1,6 млн человек, из них осуждены 1,3 млн, расстреляны около 700 тыс. человек. Большим шагом вперёд в изучении темы массовых репрессий за последнее время стало признание их организованной и управляемой Сталиным и Политбюро ЦК ВКП(б) акцией — Тайна смерти Горького: документы, факты, версии. — М.: Издательство АСТ, 2017, с. 322. ISBN 978-5-17-099077-1
3. ↑   Даже беглый просмотр дневника свидетельствовал о том, что от первоначальных восторгов вернувшегося на родину писателя к середине 1930-х годов не осталось и следа. Горький подвергал резкой, беспощадной критике Сталина и его окружение. Горький полагал, что необходимо сопротивляться безжалостному строю, обрекающему талантливых людей на уничтожение. Геннадий Смольянинов рассказал своей жене, Папковой Милице Павлиновне, также работавшей в ИМЛИ, и о дневнике Горького, и о посещении Лубянки. К несчастью, кроме литераторов архивным наследием писателя интересовались и «искусствоведы в штатском» — работники НКВД, поэтому дневник Горького попал не в архив, где он был бы сохранён, а в недра НКВД, где его читал Ягода, затем и Сталин. После этого учесть Смольянинова была решена — арестован 27 октября 1937 года, расстрелян 19 марта 1938 года. Попала в ГУЛАГ жена Смольянинова, но выжила, была освобождена и реабилитирована «за отсутствием состава преступления». Арестовали почти всех литературоведов, разбиравших архив Горького. Лишь один из них летом 1936 года уехал во Францию и остался там, см. ВикиЧтение: М. Г. Смольянинова Семейный корабль.